# 小林玉潤
小林玉潤（こばやしぎょくじゅん、1851年 - 1877年4月1日）は、幕末から明治時代の画家。小林蔵六の妻。
常総市の大楽寺に、小林蔵六・玉潤の供養碑がある。没年については、1880年としている資料もあるが、1879年(明治12年)11月に息子の小林源兵衛が建立した墓誌の記載が、1877年(明治10年)27歳で没とあるので、これが正しいと思われる。

## 人物
下総、水海道(茨城県)の画家小林蔵六の後妻。生家が零落し居酒屋で働いていたとき、客の蔵六が描いた墨竹に一枝の梅をかきそえ、それが縁で夫婦になったという。先妻の安が、1861年(文久元年)に亡くなったあと、後妻に入った。明治10年、27歳で死去。落款「玉潤女史」と「玉潤游戯」。